# Les Musardises
 (juillet 2017).
Si vous disposez d'ouvrages ou d'articles de référence ou si vous connaissez des sites web de qualité traitant du thème abordé ici, merci de compléter l'article en donnant les références utiles à sa vérifiabilité et en les liant à la section « Notes et références ».
Les Musardises est un recueil de poèmes écrits par Edmond Rostand et publié chez Lemerre en 1890.  
Il bénéficiera d'une édition supplémentaire parue chez Fasquelle en 1911. Cette œuvre de jeunesse est notamment marquée par l'expérience de la musardise, qui constitue une « rêvasserie douce », selon les mots de Rostand, et une flânerie. 
Entre exploitation des influences littéraires du jeune poète et prise de position poétique en faveur des artistes raillés, déshérités, et ratés, Rostand nous propose un voyage tout en légèreté qui se veut être moins infime qu'il n'y paraît. 

## Argument
Les poèmes ont été écrits entre 1887 et 1893, faisant notamment référence à ses années étudiantes à Stanislas.

## Table des matières
L'œuvre, telle qu'elle est présentée en 1911, est constituée d'un ensemble de 57 poèmes :
- Au lecteur

I - La Chambre d'étudiant
- Dédicace
- La Chambre
- A ma lampe
- A la même en la coiffant de son abat-jour
- Le Divan
- La Fenêtre ou le Bal des atomes
- Charivari à la Lune
- Le Vieux Pion
- Les Songe-creux
- La Forêt
- Où l'on retrouve Pif-Luisant
- Où l'on perd Pif-Luisant
- Souvenirs de vacances
  - Le Tambourineur
  - L'Étang
  - Les Papillons
  - Déjeuner de soleil
  - Les Cochons roses
  - Le Petit Chat
  - Ballade du petit bébé
  - Crépuscule
  - On souffle
- La Première
- Oh ! Les yeux
- Les Tziganes
- Ballade de la nouvelle année
- Deux Magasins
  - Joujoux
  - Fleurs
- L'Album des photographies
- Au ciel
- Ballade des vers qu'on ne finit jamais
- Sur un exemplaire de la première édition de ce livre

II - Incertitudes
- Chansons dans le noir
- Exercices
- Les Barques attachées
- Matin
- Silence
- Billet de remerciement
- N'obligez pas le poème
- Le Souvenir vague ou les Parenthèses
- Oui, sans doute
- Nos rires
- Les Deux Cavaliers
- L'Heure charmante
- Le Cauchemar

III - La Maison des Pyrénées
- La Maison
- Les Pyrénées
- L'Eau
- La Branche
- La Fontaine de Carouet
- La Glycine
- Le Carillon de Saint-Mamet
- Prière d'un matin bleu
- Ombres et Fumées
- La Fleur
- L'If
- La Brouette
- L'Amoureux de Margaridon
- Les Bœufs
- Les Genêts
- Derniers Petits Chants
- L'Ours
- Tout d'un coup
- Le Mendiant fleuri
- Le Contrebandier

Néanmoins, un bon nombre de poèmes qui faisaient partie intégrante de la première édition de 1890, furent supprimés. Parmi ceux-ci, Les Nénuphars, La Belle Poupée, "'La Mort de l'Hiver et tout un livre intitulé Le Livre de l'Aimée, qui porte en son sein des poèmes notamment adressés à Rosemonde Gérard, sa femme et soutien de chaque instant.